# Тарр Степс
Тарр Степс (англ. Tarr Steps) — каменные мостки через реку Барл в национальном парке Эксмур, Сомерсет, Англия. Они находятся в национальном природном заповеднике в 4 км к юго-востоку от Витипула и в 6 км к северо-западу от Далвертона.
Время настила мостков, предположительно, относится к средневековью. Составляет 55 м в длину с 17 пролётами на высоте около 1 метра над поверхностью реки. Каждая плита весит около двух тонн. По легенде, их сложил дьявол, чтобы загорать. Тарр Степс внесены в список Английского наследия.
Половина мостков во время проливных дождей 2012 года была смыта рекой, но позже восстановлена. В ноябре 2016 года их постигла та же участь.

## Название
Наименование Tarr восходит к кельтскому слову tochar, значащему «приподнятая дорога». Английское наименование мостков «clapper bridge» происходит от латинского «claperius», что значит «груда камней».

## История

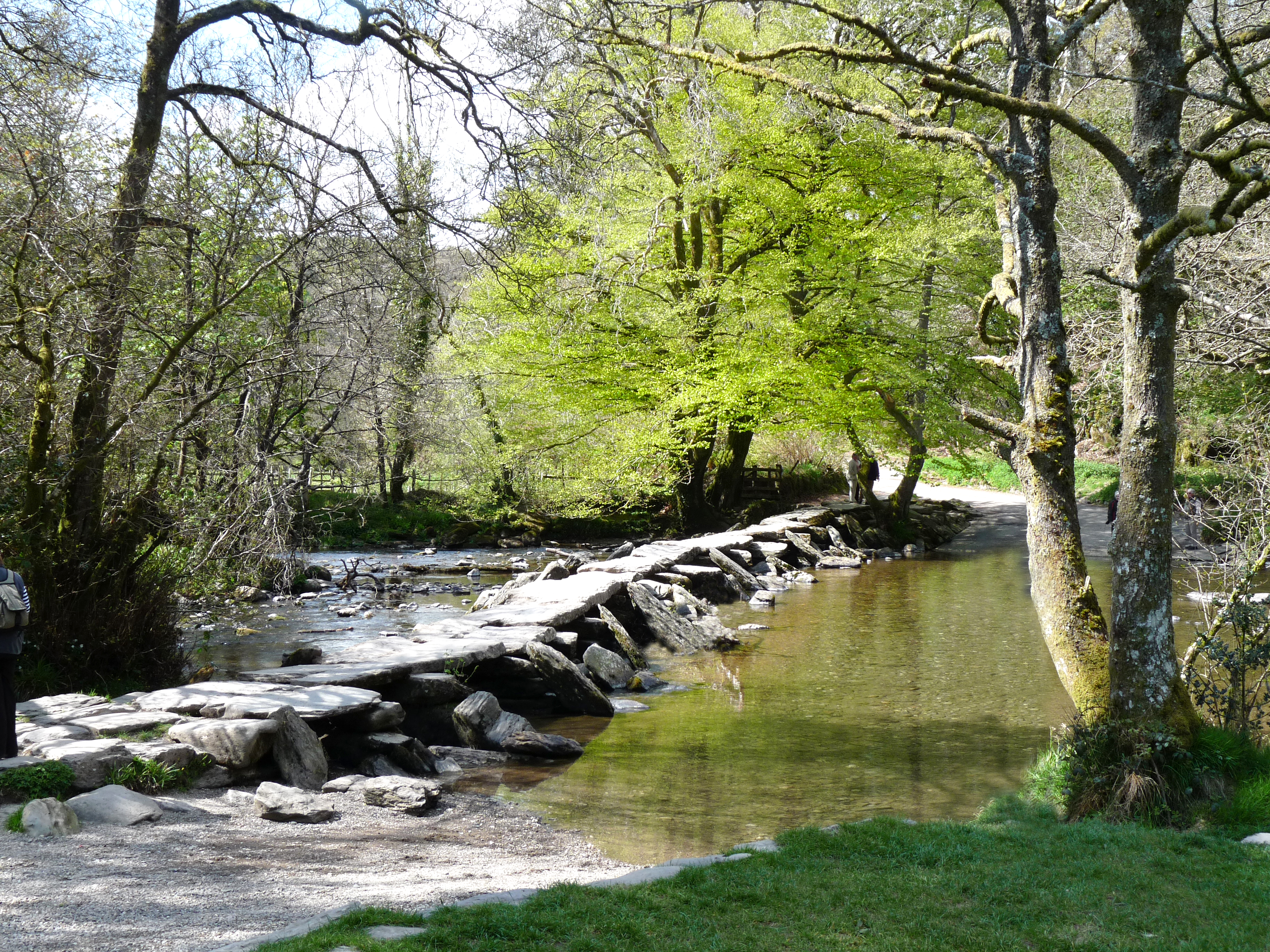
Мостки Тарр Степс через реку Барл.

Впервые Тарр Степс упоминаются в эпоху Тюдоров, но временем создания считаются более ранние годы. Согласно одному предположению, Тарр Степс относятся к бронзовому веку, по другому — к приблизительно к 1400 году нашей эры.
Тарр Степс — это пример раннего конструирования каменных мостов до изобретения арочного метода. Середину моста размыло потоком во время наводнения 1941—1942 годов. В 1945 году добровольцы и местные школьники укрепляли опоры моста, помогая специалистам из Самерсетского историко-археологического общества и Корпуса королевских инженеров. Восстановительные работы полностью окончились в 1952 году, но в августе того же года мост вновь пострадал от разлива реки. Следующие работы по восстановлению проводились в 1979 году.
22 декабря 2012 года Тарр Степс был значительно повреждён во время наводнения, когда упавшие деревья оборвали канаты, натянутые для защиты мостков от плавающего мусора. Второй раз мост пострадал при наводнении 21 ноября 2016 года. После наводнений в последние годы, когда плиты уносило вниз по течению на 46 м, их пронумеровали. Для восстановительных работ необходимо отрегулировать уровень реки.
Наибольший ущерб мосткам принёс плавающий мусор, скапливающийся у основания. Прежде мусор собирали крестьяне окрестных деревень Далвертон и Хоукридж, но после наводнения 1952 года мостки оказались под угрозой из-за собирающих мусор выше по реке натянутых над водою тросов.

### Легенда
По местной легенде, дьявол построил мостки, чтобы загорать на камнях, и поклялся убить любого, кто пройдёт по ним. Перепуганные местные жители пустили по мосту для проверки кота, который исчез в дымке. Тогда на встречу с дьяволом отправился священник. На середине пути дьявол встретил посланника и начал ругать, запугивать его. Священник ответил дьяволу равнозначно, и дьявол позволил людям ходить по мосткам, кроме дней, когда он загорает.

## Природный Заповедник
Тарр Степс находится в ведомстве Национального парка Эксмура, простирающегося на 33 гектара в долине реки Барл. Здесь произрастают скальный дуб (Quercus petraea), буковые, ясень, белый клён (Acer pseudoplatanus), лещина (Corylus), ежевика (Rubus), колокольчики (Hyacinthoides non-scripta) и жимолость (Lonicera). Мох, печёночники и лишайники распространены в здешней прохладной и влажной среде. Часть лесистых зарослей была вырублена для нужд местной металлургической промышленности. Речная долина и леса относятся к участку особого научного интереса долины Барл, как естественная среда обитания благородного оленя, соневых, редких летучих мышей (Barbastella barbastellus), выдры.
Мостки через реку Барл сложены из грубо сколотых каменных плит в нахлёст. Общая длина превышает длину прочих (около 40) подобных сооружений в Британии. Самая крупная плита размером 2,4 м в длину и около 1,5 м в ширину.